# Joop Butter
Johan (Joop) Butter (Velsen, 18 november 1936 – Deventer, 25 december 2012) was een Nederlands voetballer die uitkwam voor Ajax en Go Ahead. In zijn beginjaren speelde hij vooral als aanvaller en kwam ook uit voor het Nederlands jeugdteam. Bij Go Ahead is hij omgevormd tot aanvallende backspeler. Hij was loodgieter van beroep na en naast het voetbal.

## Carrièrestatistieken
| Seizoen         | Club            | Land            | Competitie       | Competitie | Competitie | Beker | Beker | Internationaal | Internationaal | Overig | Overig | Totaal | Totaal |
| Seizoen         | Club            | Land            | Competitie       | Wed.       | Dlp.       | Wed.  | Dlp.  | Wed.           | Dlp.           | Wed.   | Dlp.   | Wed.   | Dlp.   |
| --------------- | --------------- | --------------- | ---------------- | ---------- | ---------- | ----- | ----- | -------------- | -------------- | ------ | ------ | ------ | ------ |
| 1954/55         | Ajax            | Nederland       | Eerste klasse    | 15         | 5          | –     | 0     | 0              | 0              | –      | –      | 15     | 5      |
| 1955/56         | Ajax            | Nederland       | Hoofdklasse      | 3          | 0          | –     | 0     | 0              | 0              | –      | –      | 3      | 0      |
| 1956/57         | Go Ahead        | Nederland       | Tweede divisie A | –          | 15         | –     | 0     | 0              | 0              | –      | –      | –      | 15     |
| 1957/58         | Go Ahead        | Nederland       | Tweede divisie B | –          | 6          | –     | 0     | 0              | 0              | –      | –      | –      | 6      |
| 1958/59         | Go Ahead        | Nederland       | Tweede divisie B | –          | 5          | –     | 0     | 0              | 0              | –      | –      | –      | 5      |
| 1959/60         | Go Ahead        | Nederland       | Eerste divisie B | –          | –          | –     | 0     | 0              | 0              | –      | –      | –      | –      |
| 1960/61         | Go Ahead        | Nederland       | Eerste divisie B | –          | –          | –     | 1     | 0              | 0              | –      | –      | –      | 1      |
| 1961/62         | Go Ahead        | Nederland       | Eerste divisie B | –          | 13         | –     | 0     | 0              | 0              | –      | –      | –      | 13     |
| 1962/63         | Go Ahead        | Nederland       | Eerste divisie A | –          | –          | –     | 0     | 0              | 0              | –      | –      | –      | 0      |
| 1963/64         | Go Ahead        | Nederland       | Eredivisie       | 18         | 0          | –     | 0     | 0              | 0              | –      | –      | –      | 0      |
| 1964/65         | Go Ahead        | Nederland       | Eredivisie       | 27         | 0          | –     | 0     | 0              | 0              | –      | –      | –      | 0      |
| 1965/66         | Go Ahead        | Nederland       | Eredivisie       | 30         | 1          | –     | 0     | 0              | 0              | –      | –      | –      | 1      |
| 1966/67         | Go Ahead        | Nederland       | Eredivisie       | 30         | 0          | –     | 0     | 0              | 0              | –      | –      | –      | 0      |
| Carrière totaal | Carrière totaal | Carrière totaal | Carrière totaal  | 123        | 34         | –     | 1     | 0              | 0              | 0      | 0      | 123    | 35     |